# Kommer hem till dig
Kommer hem till dig är ett studioalbum från 1973 av det svenska dansbandet Thorleifs.  Det är bandets debutalbum, och återutgavs 1996 till CD  och MK på skivmärket Golden Line. 

## Låtlista
1. "Kommer hem till dig"
2. "Jolly Bob"
3. "Vilken härlig dag" ("Save Your Heart for Me")
4. "Loop de la" ("Dirlada")
5. "Är du ensam nu" ("Shine Girl")
6. "Wonderland by Night" ("Wunderland bei Nacht")
7. "Blå löften" ("Blue Winter")
8. "Maggan" ("When Jo Jo Runs")
9. "En kväll hos dig" ("One Night")
10. "Vem hittar på (allt det där vi lyssnar på)"
11. "En värld utan kärlek" ("A World Without Love")
12. "Ditt liv" ("Noah")

### Fotnoter
1. ↑  ”Danswebb”. Arkiverad från originalet den 25 maj 2012. http://archive.is/2012.05.25-151055/http://www.dans-web.nu/skivor/index.php?pid=view&ref_cd=456. Läst 9 juni 2011.
2. ↑  ”Thorleifs”. http://smdb.kb.se/catalog/id/001535998. Läst 15 maj 2011.
3. ↑  ”Svensk mediedatabas”. http://smdb.kb.se/catalog/id/001511401. Läst 15 maj 2011.
4. ↑  ”Svensk mediedatabas”. http://smdb.kb.se/catalog/id/001535998. Läst 15 maj 2011.